# Łyśwa
Łyśwa (ros. Лы́сьва) – miasto w Rosji, w Kraju Permskim.
Leży na Uralu, nad rzeką Łyśwą (dorzecze Kamy). Została założona w 1785, prawa miejskie uzyskała w 1926. Jest ośrodkiem hutnictwa żelaza i przemysłu metalowego oraz przemysłu maszynowego (turbogeneratory), materiałów budowlanych, odzieżowego i dziewiarskiego.

## Demografia
- 1992 – 78 000
- 2021 – 59 610[1]